# Langeloh
Langeloh (niederdeutsch/plattdüütsch Langloh) ist ein Ortsteil der Stadt Schneverdingen im Landkreis Heidekreis in Niedersachsen.

## Geografie
Der Ort  liegt etwa fünf Kilometer südlich des Stadtzentrums und ist über die K 26 und die K 33 mit ihm verbunden. Er ist geprägt von Feld- und Moorlandschaft mit Bauernwäldern und grenzt an das Pietzmoor.
Wohnplätze von Langeloh sind Freyersen/Fraas, Gröps, Hemsen/Hämsen, Langeloh/Langloh, Reimerdingen/Reimen, Vorwerk/Vorwark, Wieckhorst/Wieckhost und Dannhorst/Dannhost (Gebiet von Wieckhorst).

## Geschichte
Beim Dorf Langeloh kam es am 28. Juni 1519 im Rahmen der Hildesheimer Stiftsfehde zur letzten Ritterschlacht in Europa (Schlacht bei Soltau). Dabei besiegten die Hildesheimer vernichtend die Braunschweig-Welfischen Truppen.
Die Altgemeinde trägt den Namen Langeloh, weil der Ortsteil Langeloh früher aufgrund der Höfestruktur und seiner Einwohner der größte der sieben Ortsteile war (heute ist das Hemsen, gefolgt von Wieckhorst).
Am 1. März 1974 wurde Langeloh in die Gemeinde Schneverdingen eingegliedert.

## Politik
Ortsvorsteherin ist Regina Dinges.

## Kultur und Sehenswürdigkeiten
Bei Langeloh liegt ein Hügelgräberfeld (Naturschutzgebiet Hügelgräberheide bei Langeloh). Das Naturschutzgebiet Böhmetal bei Huckenrieth befindet sich teilweise in Langeloh, ebenso der Birkensee (Naturschutzgebiet).